# Gmina Lokvičići
Gmina Lokvičići (chorw. Općina Lokvičići) – gmina w Chorwacji, w żupanii splicko-dalmatyńskiej. W 2011 roku liczyła 807 mieszkańców.

## Miejscowości
Gmina składa się z następujących miejscowości:
- Dolića Draga
- Lokvičići